# آگوست ری
آگوست ری (استونیایی: August Rei; زاده ۲۲ مارس ۱۸۸۶ – درگذشته ۲۹ مارس ۱۹۶۳) سیاستمدار اهل استونی بود.
وی از سال ۱۹۴۵ تا ۱۹۶۳ نخست‌وزیر با وظایف رئیس جمهور استونی بوده، ری همچنین سخنگو مجلس استونی از سال ۱۹۲۵ تا ۱۹۲۶، رئیس دولت استونی از سال ۱۹۲۸ تا ۱۹۲۹، وزیر امورخارجه استونی از سال ۱۹۳۲ تا ۱۹۳۳ بوده‌است.